# Cosmarium reniforme
Cosmarium reniforme  là một loài Song tinh tảo trong họ Desmidiaceae, thuộc chi Cosmarium.